# Sebastià Cabot
Sebastià Cabot o Sebastiano Caboto (?, 1476 - 1557) fou un navegant i cartògraf venecià. Segon fill de John Cabot, continuà l'exploració anglesa de l'Atlàntic septentrional. Al servei de la monarquia hispànica, explorà el Riu de la Plata i el Paranà, i també el Paraguai (1526-1530).

## Biografia

### Viatge a Terranova
Sent nen, el 1497, va poder haver viatjat fins a Terranova amb el seu pare, John Cabot, quan aquest va estar visquent a Bristol i va emprendre un viatge sota bandera anglesa a bord del Matthew fins a la costa oriental d'Amèrica del Nord.

### Al servei d'Anglaterra i Espanya
Al voltant de 1512 va treballar per al rei Enric VIII d'Anglaterra com a cartògraf a Greenwich.
Aquell mateix any va viatjar a Espanya, sent nomenat capità pel rei Ferran II d'Aragó. El 1517 va tornar a Anglaterra, on va tractar d'obtenir infructuosament de l'almirallat el finançament d'una nova expedició a l'Atlàntic. El 1522 va estar novament al servei de la Monarquia Catòlica com a membre del Consell d'Índies amb el grau de pilot major.
Va oferir secretament els seus serveis a la República de Venècia per organitzar una expedició en recerca del pas del Nord-oest fins a la Xina.

### Viatges a Amèrica

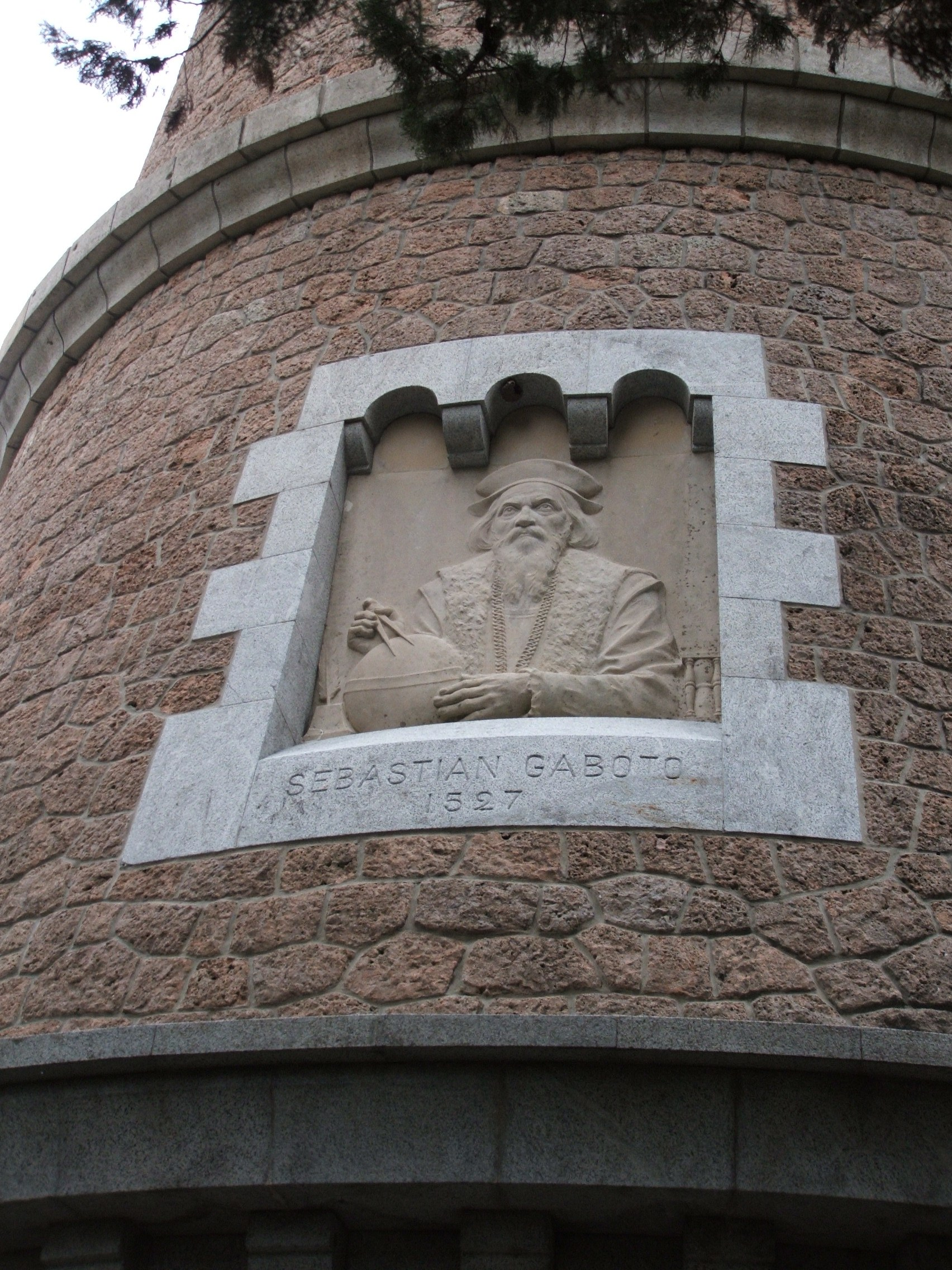
Efígie de Caboto a la torre del Parc Anchorena, a Colonia (Uruguai).

Va rebre el grau de capità general del regne d'Espanya i el 4 de març de 1525 se li va confiar el comandament d'una flota que tenia com a missió trobar una nova ruta cap a les illes Moluques navegant cap a l'oest. L'expedició estava composta per tres naus i 150 homes, que va salpar del port de Cadis el 5 d'abril de 1526, arribant inicialment a la costa brasilera.
Aquí va tenir coneixement, per boca de nàufrags de l'expedició espanyola de Juan Díaz de Solís de 1516, de l'existència de grans jaciments d'or i plata. Cabot va continuar fins a la desembocadura del riu de la Plata, explorant el riu aigües amunt. L'amplada del riu va fer que el prengués pel desitjat pas cap a l'oest. Va desembarcar els seus lloctinents Francisco de Rojas, Martín Méndez i Miguel de Rodas i va explorar el riu Paraná fins als salts de Yacyretá-Apipé, que no va poder franquejar.
El 6 d'abril de 1527 es trobava a la costa oriental del riu de la Plata, on avui hi ha el Parc Anchorena (departament de Colonia d'Uruguai), a la boca d'un riu que va anomenar San Lorenzo i que avui és conegut com a San Juan. S'hi va endinsar amb tres de les embarcacions, enviant la quarta amb el capità Juan Álvarez Ramón a reconèixer el riu Uruguai i a buscar un bon port. Mentrestant va construir una fortificació en un indret que va anomenar port de San Lázaro per custodiar les embarcacions davant els possibles atacs dels indis de la zona.
El 9 de juny de 1527 va construir una segona fortificació a la desembocadura del riu Carcarañá amb el riu Paraná, uns 50 km al nord de l'actual ciutat de Rosario, a la qual va anomenar Sancti Spiritu i que va suposar el primer assentament espanyol en el que actualment és l'Argentina. Proper a ell posteriorment es va construir el poble de Gaboto, a la província de Santa Fe, per commemorar el fet.
L'agost de 1530 Cabot va tornar a Espanya, on va ser jutjat per abandonar l'expedició, sent deportat l'1 de febrer de 1532 a Orà. Després d'un any va ser perdonat pel rei Carles I i va tornar a Sevilla, romanent com a Pilot Major de Castella fins al 1547. Aquell mateix any va tornar a Anglaterra, on el rei Eduard VI li va concedir una pensió vitalícia i el va nomenar gran pilot del regne.

### Els darrers anys
El 1551, juntament amb Hugh Willoughby i Richard Chancellor va fundar i va dirigir la «Mystery and Company of Merchant Adventurers for the Discovery of Regions, Dominions, Islands, and Places unknown», una companyia de caràcter mercantil que tenia com a principal mecenes a John Dudley, I duc de Northumberland i que va centrar la seva tasca en la recerca d'una ruta marítima cap Rússia i Àsia pel Nord-est.
Entre 1553 i 1554 aquesta Companyia va protagonitzar el primer viatge a través de l'Àrtida en una expedició de tres vaixells liderada per Hugh Willoughby i en la qual també participava Richard Chancellor. En ella, Willoughby va descobrir l'arxipèlag de Nova Terra. Willoughby morí en el viatge de tornada, així com tota la tripulació de tres vaixells, mentre Chancellor, després de vagar pel mar Blanc arribà fins a la cort del tsar de Rússia, a Moscou, obrint una nova ruta comercial entre Anglaterra i Rússia.